# Dolní Svince
Dolní Svince je malá vesnice, část obce Dolní Třebonín v okrese Český Krumlov. Nachází se asi 2 km na východ od Dolního Třebonína. Je zde evidováno 19 adres.
Dolní Svince je také název katastrálního území o rozloze 2,12 km².

## Historie
První písemná zmínka o vesnici pochází z roku 1383.

## Pamětihodnosti
- Násep koněspřežné dráhy s klenutým mostkem